# زيزينيو
توماس سواريس دا سيلفا، المعروف أيضا باسم زي زينهو؛ مواليد 14 أكتوبر 1921—توفي 8 فبراير 2002) ، كان لاعب كرة قدم برازيلي الذي لعب كلاعب خط وسط مهاجم أو جناح للفريق الوطني البرازيلي. لعب في كأس العالم 1950، حيث سجل هدفين. ويعتبر لاعب كامل المواصفات، ويشتهر بمجموعة لا تصدق من المهارات الهجومية مثل المراوغة، واستعمال كلتا القدمين، فضلا عن قدرته في التحكم بالكرة ورؤية غير عادية للملعب.
يعتبر زيزينيو أفضل هداف في بطولة أمريكا الجنوبية/كوبا أمريكا على الإطلاق بإحراز 17 هدفًا بالمشاركة مع الأرجنتيني نوربيرتو مينينديز.
ولد في نيتيروي، ريو دي جانيرو لعب لفلامنغو وساو باولو، وأوداكس إيتاليانو التشيلي، وفاز ببطولة الدوري في عام 1943، 1942 و 1944.

## روابط خارجية
- زيزينيو على موقع الاتحاد الدولي (مؤرشف)  (الإنجليزية)
- زيزينيو على موقع قاعدة بيانات كرة القدم.إي يو (الإنجليزية)
- زيزينيو على موقع ناشيونال فوتبول تيمز (الإنجليزية)
- زيزينيو على موقع عالم كرة القدم.نت (الإنجليزية)